# Grace Van Patten
Grace Van Patten (Nueva York, 21 de noviembre de 1996) es una actriz estadounidense de cine, teatro y televisión. Ha aparecido en dos películas distribuidas por Netflix: Tramps (2016) y The Meyerowitz Stories (2017). 

## Carrera
A la edad de 8 años, el primer papel de Van Patten ocurrió en la serie dramática de televisión The Sopranos, donde interpretó a Ally, la hija del gánster Eugene Pontecorvo. Apareció en un episodio de 2014 de Boardwalk Empire, serie dirigida por su padre, Timothy Van Patten.
Van Patten interpretó a Ellie en su primer largometraje, la comedia romántica de Netflix, Tramps, que se estrenó en el Festival Internacional de Cine de Toronto en 2016. Tuvo una pequeña participación en el drama criminal Stealing Cars y protagonizó la película de terror de 2017 Central Park. En la película de comedia dramática The Meyerowitz Stories, Van Patten interpretó a Eliza, una estudiante de cine del Bard College y la hija del personaje de Adam Sandler, Danny. En la película, dirigida por Noah Baumbach y proyectada en el Festival de Cine de Cannes de 2017, Eliza realiza cortos sexualmente explícitos protagonizados por ella misma.
En su debut teatral, Van Patten actuó en la obra The Whirligig de Hamish Linklater junto a Zosia Mamet en el Pershing Square Signature Centre. Van Patten actuó en la comedia romántica de 2017 The Wilde Wedding con Glenn Close, John Malkovich, Patrick Stewart y Minnie Driver.

### Vida personal
Es hija del director Timothy Van Patten y sobrina del actor Dick Van Patten.

## Filmografía

### Cine
| Año  | Título                 | Papel             | Director(es)         | Notas |
| ---- | ---------------------- | ----------------- | -------------------- | ----- |
| 2015 | Stealing Cars          | Maggie Wyatt      | Bradley Kaplan       |       |
| 2016 | Tramps                 | Ellie             | Adam Leon            |       |
| 2017 | Central Park           | Leyla             | Justin Reinsilber    |       |
| 2017 | The Meyerowitz Stories | Eliza Meyerowitz  | Noah Baumbach        |       |
| 2017 | The Wilde Wedding      | Mackenzie Darling | Damian Harris        |       |
| 2018 | Under the Silver Lake  | Balloon Girl      | David Robert Michell |       |
| 2019 | Good Posture           | Lilian            | Dolly Wells          |       |
| 2020 | The Violent Heart      | Cassie            | Karem Sanga          |       |
| 2021 | Mayday                 | Ana               | Karen Cinorre        |       |

### Televisión
Tell me lies  2022- actualidad (Lucy)
Maniac 2018 (Olivia Meadows)